# Lower Manhattan

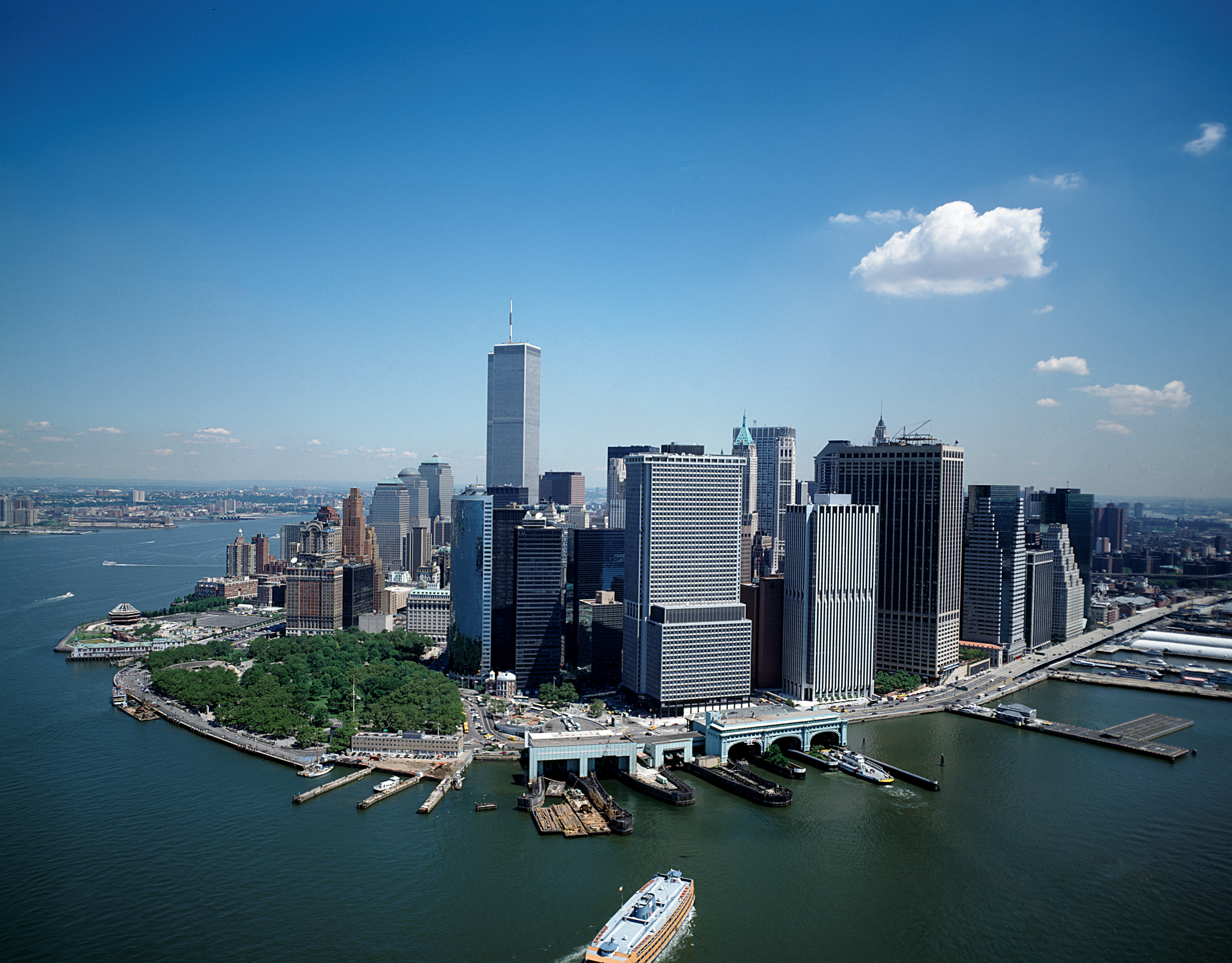
Hạ Manhattan trước Sự kiện khủng bố 11 tháng 9

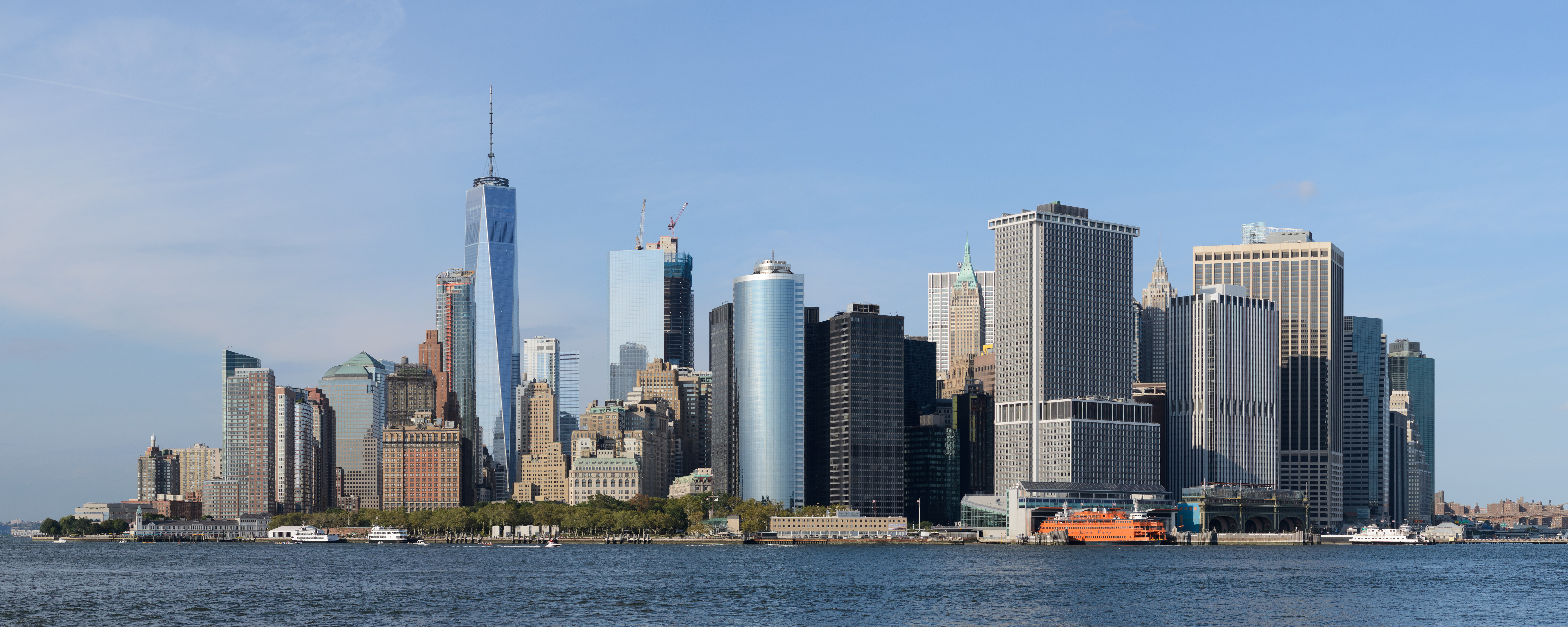
Hạ Manhattan, năm 2016, với tòa nhà cao nhất Trung tâm Thương mại Thế giới số Một.

Lower Manhattan, Hạ Manhattan, còn được gọi là Downtown Manhattan hoặc Downtown New York, là phần cực nam của Manhattan, quận trung tâm tập trung vào kinh doanh, văn hóa và chính phủ ở Thành phố New York, nơi có nguồn gốc ở mũi phía nam của Manhattan Island vào năm 1624, tại một thời điểm tạo thành Khu Tài chính ngày nay. Dân số của Khu tài chính đã tăng lên khoảng 61.000 cư dân vào năm 2018, tăng từ 43.000 vào năm 2014, đến lượt nó đã tăng gần gấp đôi so với 23.000 được ghi nhận theo Tổng điều tra dân số năm 2000.

## Địa lý
Hạ Manhattan được định nghĩa phổ biến nhất là khu vực được phân định ở phía bắc bởi Đường 14, phía tây là sông Hudson, phía đông của sông Đông và phía nam là cảng New York (còn gọi là Vịnh Thượng New York). Khi đề cập cụ thể đến khu thương mại Lower Manhattan và môi trường trực tiếp của nó, biên giới phía bắc thường được chỉ định bởi các đường phố cách một dặm rưỡi về phía nam của đường 14 và một dặm về phía bắc của mũi phía nam của đảo: khoảng quanh đường Chambers từ gần Hudson về phía đông đến lối vào cầu Brooklyn và cầu vượt. Hai đường chính khác đôi khi cũng được xác định là biên giới phía bắc của "Lower" hoặc "Downtown Manhattan": Canal Street, cách Phố Chambers khoảng nửa dặm về phía Bắc và Phố 23, cách Phố 14 khoảng nửa dặm về phía Bắc.